# 东代固镇
东代固镇，是中华人民共和国河北省邯郸市魏县下辖的一个乡镇级行政单位。
2013年，河北省民政厅批复同意撤销东代固乡，设立东代固镇，镇人民政府驻东代固村安康东路51号。

## 行政区划
东代固镇下辖以下地区：
东代固村、西代固村、后阎庄村、前罗庄村、北张庄村、张固村、翟小庄村、后罗庄村、前阎庄村、房小庄村、北代固村、后邵村、邵东村、邵西村和邵中村。